# Copa de la Reina de fútbol sala
La Copa de la Reina de fútbol sala femenino (hasta 2018 Copa de España de Fútbol Sala Femenino) es una competición organizada por el Comité Nacional de Fútbol Sala de la Real Federación Española de Fútbol vigente desde el año 1994.
Desde su primera edición hasta 2020, la Copa de España se disputa entre los ocho primeros equipos clasificados al terminar la primera ronda de liga. Si la ciudad organizadora tiene un equipo en la Primera División, este está clasificado automáticamente para disputar la Copa junto a los siete mejores clasificados. Los equipos se enfrentan en eliminatorias a partido único. A partir de 2020 existe una ronda previa con equipos de Segunda División.

## Historial
| Ed.                                           | Temporada                              | Sede                                   | Campeón                                | Resultado                              | Subcampeón                             |
| Copa de España de fútbol sala femenino        | Copa de España de fútbol sala femenino | Copa de España de fútbol sala femenino | Copa de España de fútbol sala femenino | Copa de España de fútbol sala femenino | Copa de España de fútbol sala femenino |
| --------------------------------------------- | -------------------------------------- | -------------------------------------- | -------------------------------------- | -------------------------------------- | -------------------------------------- |
| I                                             | 1995                                   | La Coruña                              | Sal Lence Coruña                       | 5 - 2                                  | Arale Anai Crevillente                 |
| II                                            | 1996                                   | Móstoles                               | Trocadero de Toledo                    | 6 - 4 (pro.)                           | Sanpedrotarrak San Sebastián           |
| III                                           | 1997                                   | Socuéllamos                            | Sal Lence Coruña                       | 5 - 2 (pro.)                           | Trocadero de Toledo                    |
| IV                                            | 1998                                   | Navalcarnero                           | Sanpedrotarrak San Sebastián           | 3 - 1                                  | Cantillana                             |
| V                                             | 1999                                   | Elche                                  | CD Ourense FS                          | 3 - 2                                  | Femesala Elche                         |
| VI                                            | 2000                                   | Melilla                                | FSF Móstoles                           | 5 - 3                                  | Drácena Melilla                        |
| VII                                           | 2001                                   | Orense                                 | Taberna Andaluza Granada               | 3 - 2                                  | Hegoalde K.E.                          |
| VIII                                          | 2002                                   | Ferrol                                 | FSF UCAM Murcia                        | 4 - 0                                  | Hegoalde K.E.                          |
| IX                                            | 2003                                   | Elche                                  | FSF UCAM Murcia                        | 4 - 2                                  | Femesala Elche                         |
| X                                             | 2004                                   | Las Rozas de Madrid                    | Femesala Elche                         | 4 - 1                                  | FSF UCAM Murcia                        |
| XI                                            | 2005                                   | Telde                                  | FSF UCAM Murcia                        | 4 - 2                                  | Preconte Telde                         |
| XII                                           | 2006                                   | Las Matas                              | Preconte Telde                         | 2 - 2 (1-0 pen.)                       | Tecnocasa Móstoles                     |
| XIII                                          | 2007                                   | Teror                                  | Atlético Madrid Navalcarnero           | 4 - 1                                  | Femesala Elche                         |
| XIV                                           | 2008                                   | Pinto                                  | Atlético Madrid Navalcarnero           | 2 - 1                                  | Femesala Elche                         |
| XV                                            | 2009                                   | Córdoba                                | Atlético Madrid Navalcarnero           | 5 - 1                                  | FSF UCAM Murcia                        |
| XVI                                           | 2010                                   | Orense                                 | FSF Móstoles Cospusa                   | 5 - 0                                  | Cajasur Deportivo Córdoba              |
| XVII                                          | 2011                                   | Burela                                 | FSF Móstoles Cospusa                   | 4 - 2                                  | FSF Rioja Diamante                     |
| XVIII                                         | 2012                                   | Valladolid                             | FSF Móstoles Cospusa                   | 4 - 2                                  | Atlético Madrid Navalcarnero           |
| XIX                                           | 2013                                   | Bilbao                                 | Burela FS Pescados Rubén               | 6 - 1                                  | Atlético Madrid Navalcarnero           |
| XX                                            | 2014                                   | Burela                                 | Atlético Madrid Navalcarnero           | 2 - 0                                  | AD Ciudad de Alcorcón FSF              |
| XXI                                           | 2015                                   | Navalcarnero                           | Atlético Madrid Navalcarnero           | 6 - 3                                  | Burela FS Pescados Rubén               |
| XXII                                          | 2016                                   | Alcorcón                               | Atlético Madrid Navalcarnero           | 4 - 4 (1-0 pen.)                       | Burela FS Pescados Rubén               |
| XXIII                                         | 2017                                   | Poyo                                   | Ourense Envialia C. F.                 | 3 - 2 (pro.)                           | Atlético Madrid Navalcarnero           |
| XXIV                                          | 2018                                   | Cádiz                                  | Futsi Atlético Navalcarnero            | 4 - 2                                  | Burela FS Pescados Rubén               |
| XXV                                           | 2019                                   | Burela                                 | Burela FS Pescados Rubén               | 3 - 3 (3-2 pen.)                       | Futsi Atlético Navalcarnero            |
| Copa de S.M. la Reina de fútbol sala femenino |                                        |                                        |                                        |                                        |                                        |
| XXVI                                          | 2020                                   | Málaga                                 | Burela FS Pescados Rubén               | 1 - 0                                  | Poio Pescamar FS                       |
| XXVII                                         | 2021                                   | Las Rozas de Madrid                    | Burela FS Pescados Rubén               | 3 - 1                                  | Torreblanca Melilla CF                 |
| XXVIII                                        | 2022                                   | Orense                                 | Burela FS Pescados Rubén               | 3 - 3 (5-4 pen.)                       | Futsi Atlético Navalcarnero            |
| XXIX                                          | 2023                                   | Boadilla del Monte                     | Burela FS Pescados Rubén               | 3 - 2                                  | STV Roldán                             |
| XXX                                           | 2024                                   | Alhaurín de la Torre                   | Torreblanca Melilla CF                 | 9 - 5                                  | Futsi Atlético Navalcarnero            |
| XXXI                                          | 2025                                   | Cartagena                              | Burela FS                              | 3 - 2                                  | Torreblanca Melilla CF                 |

## Palmarés
| Equipo                       | Campeón | Subcampeón | Títulos por año                           |
| ---------------------------- | ------- | ---------- | ----------------------------------------- |
| Futsi Atlético Navalcarnero  | 7       | 6          | 2007, 2008, 2009, 2014, 2015, 2016 y 2018 |
| CD Burela FS                 | 7       | 3          | 2013, 2019, 2020, 2021, 2022, 2023 y 2025 |
| FSF Móstoles                 | 4       | 1          | 2000, 2010, 2011 y 2012                   |
| UCAM Murcia                  | 3       | 2          | 2002, 2003 y 2005                         |
| Sal Lence Coruña             | 2       | 0          | 1995 y 1997                               |
| Femesala Elche               | 1       | 3          | 2004                                      |
| Torreblanca Melilla CF       | 1       | 2          | 2024                                      |
| A. D. Teldeportivo           | 1       | 1          | 2006                                      |
| Trocadero Toledo             | 1       | 0          | 1997                                      |
| Sanpedrotarrak San Sebastián | 1       | 0          | 1998                                      |
| C.D. Ourense                 | 1       | 0          | 1999                                      |
| Taberna Andaluza Granada     | 1       | 0          | 2001                                      |
| Ourense Envialia             | 1       | 0          | 2017                                      |
| Hegoalde K.E.                | 0       | 2          |                                           |
| Drácena Melilla              | 0       | 1          |                                           |
| Cajasur Córdoba              | 0       | 1          |                                           |
| FSF Rioja Diamante           | 0       | 1          |                                           |
| AD Alcorcón FSF              | 0       | 1          |                                           |
| Poio Pescamar FS             | 0       | 1          |                                           |
| Roldán FSF                   | 0       | 1          |                                           |

## Tabla histórica de goleadoras
| Puesto                                | Jugadora        | Goles | Equipos                                                                       |
| ------------------------------------- | --------------- | ----- | ----------------------------------------------------------------------------- |
| 1                                     | Eva Manguán *   | 39    | FSF Móstoles, CD Futsi Atlético Navalcarnero, Sal Lence                       |
| 2                                     | Bea Martín *    | 35    | FSF Móstoles, Ucam Murcia, Femesala Elche, Trocadero Toledo                   |
| 3                                     | Peque           | 32    | AD Alcorcón FSF, Burela FS, FSF Rioja                                         |
| 4                                     | Bea Seijas *    | 30    | Ponte Ourense, CD Ourense, Sal Lence                                          |
| 4                                     | Dany Domingos   | 30    | Burela FS, Cajasur Córdoba, FSF Valladolid                                    |
| 6                                     | Sofía Candela * | 29    | AD Alcorcón FSF, Femesala Elche, Sal Lence, Ucam Murcia                       |
| 6                                     | Txitxo          | 29    | Universidad de Alicante, Femesala Elche, Sanpedrotarrak                       |
| 8                                     | Alicia Morell * | 27    | Ucam Murcia, Valencia, Femesala Elche                                         |
| 8                                     | Bia Sousa       | 27    | Torreblanca Melilla                                                           |
| 10                                    | Ju Delgado      | 25    | CD Futsi Atlético Navalcarnero, FSF Móstoles, Femesala Elche, Cajasur Córdoba |
| Datos completos desde 2005 hasta 2025 |                 |       |                                                                               |

Nota: Las jugadoras marcadas con * posiblemente tengan más goles de los que indica la tabla. Los datos están completos desde la temporada 2004-05, estando por terminar de recopilar las temporadas anteriores, de momento se están revisados desde 1995 hasta 2004.